# 麵條化

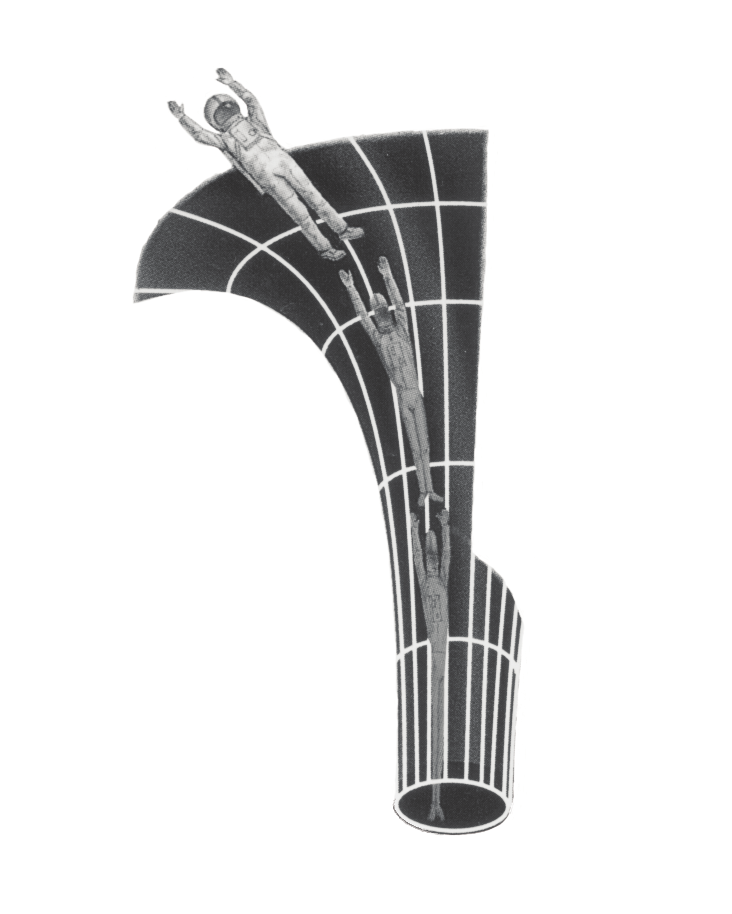
正在落入黑洞的太空人（意麵效應示意圖）

非均勻重力場作用在球形物體上的潮汐力。重力源在圖的右側，較長的箭頭表示較大的力（相對於此球質心）

在天文物理學中，麵條化，亦稱義大利麵化或義大利麵效應（英語：Spaghettification），指物體在強大的非均勻重力場中，受到垂直方向拉伸與水平方向壓縮而變得細長（形狀像義大利直麵）。造成物體義大利麵化的重力場，通常是由強大的潮汐力所引起。在黑洞附近，任何成分組成的物質，都無法抵抗重力場造成的形變。小範圍內，強大的垂直拉伸與水平壓縮效應可以互相平衡，因此被義大利麵化的小型物體，不會改變其體積。
史蒂芬·霍金曾描述一個假想的太空旅行：一位太空人穿過黑洞的事件視界，並被頭頂和腳尖之間強大的重力梯度「像義大利直麵一樣拉長」。此現象是由於黑洞奇點施予身體一端的引力遠大於身體的另一端。舉例來說，若一個人的腳先進入黑洞，則腳受到的重力會遠大於頭受到的重力，人因此在垂直方向上被拉伸。同時，此人左側受水平方向力向右，右側反之，導致身體在水平方向上被擠壓。事實上，「義大利麵化」一詞在這之前就已經被提出。
恆星的義大利麵化現象，在2018年首度透過觀測距地球1億5000萬光年外的一對交互作用星系被拍攝到。

## 例子

四個排列向行星落下的物體，受到意麵效應的過程

在右邊的例子中，四個互相獨立的物體，在行星外排成菱形，並向著行星的重力電磁場的方向，也就是指向天體中心方向，進行加速運動。按照平方反比定律，四個物體中離行星中心最近者，將受到最大的重力加速度，四個物體排列的形狀因而被拉伸。
這四個物體可以視為一個較大物體的四個相連部分。如果是剛體，它受屈時產生的彈力將會抵抗潮汐力，而達到力平衡。但若潮汐力較大，這個物體在達到力平衡前，仍然會受到一定程度的形變成為細絲帶狀，甚至直接斷裂成一條條碎片。

## 潮汐力強弱的舉例比較
在由質點或球狀物體產生的重力場中，潮汐作用讓一個指向重力方向的棒狀物，產生往兩端的張力。數學表達式： F = μ l m/4r3，其中 μ為重力源物體的標準重力參數，l為棒狀物長度，m為棒狀物質量，r為棒狀物中心到重力源中心的距離。對非均質棒狀物而言，若質量集中在靠近質心處，張力較小；反之張力較大。此外，潮汐力對此棒狀物的作用，也包含水平方向（從棒子兩側）向中心的壓縮。
對於大質量物體而言，張力在表面處最大，量值取決於此物體的性質，以及重力源大質量物體的密度（當此物體體積相對於重力源物體而言非常小時）。舉例來說，一根質量1 kg，長度1 m的棒子，受到一個密度與地球相仿的重力源作用，其潮汐力引起的張力只有0.4 μN。
白矮星有較大的密度，因此白矮星表面附近的潮汐力較大，可以讓上例提到的棒子，產生最大0.24 N的張力。中子星造成的潮汐力又比白矮星更大，可以讓棒子產生強達10,000 N的張力。假設這根棒子正直直朝2.1倍太陽質量的一顆中子星落下，在不考慮落下過程熔化的情況下，它在距中子星中心190 km時就會解體（中子星的半徑通常只有12 km）。
上例中，下落的物體最終會被摧毀，但人在被潮汐力扯碎前，會先死於高溫。但在黑洞附近，情形有所不同。假設附近沒有其他物質，向黑洞落下的人，最終會死於潮汐力拉扯，因為黑洞不會散發輻射能。此外，由於黑洞缺乏固體表面，不能阻止物體落下，所以物體會持續不斷落下並且被拉成細如義大利麵的長條狀物。

## 事件視界大小的差異

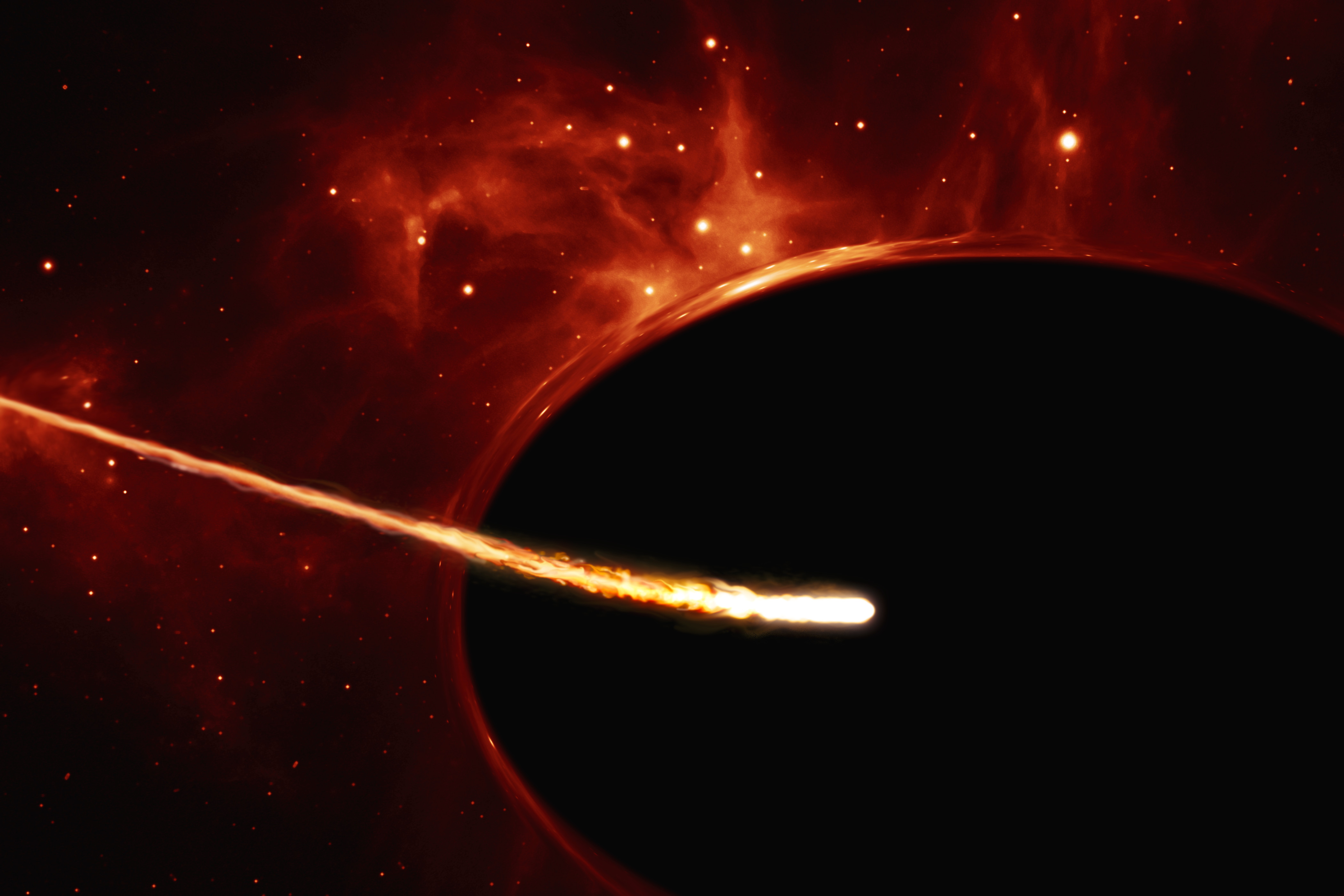
近距離描繪超大質量黑洞吞噬恆星的場景（藝術家想像圖）。

黑洞潮汐力扯碎物體的臨界點位置，取決於黑洞的大小。對銀河中心的超大質量黑洞而言，這個臨界點位於事件視界內，因此太空人可以在不感受到任何擠壓或拉扯的情況下進入事件視界，雖然這個狀態持續片刻之後，他將無可避免地不斷向黑洞中心落下而無法逃離；對於史瓦西半徑更接近引力奇點的小型黑洞而言，潮汐力則會在太空人進入事件視界前將其扯碎。舉例來說，對於一個10倍太陽質量的黑洞而言，先前例子中的棒狀物體會在大約距黑洞中心320 km處瓦解，遠高於此黑洞的史瓦西半徑30 km；對於10,000倍太陽質量的超大質量黑洞而言，它會在距黑洞中心3,200 km處崩解，小於此黑洞的史瓦西半徑30,000 km。

## 外部連結
- Neil DeGrasse Tyson: Death by Black Hole (clear explanation of the term) （页面存档备份，存于）